# CBRE Eurisko
CBRE Eurisko este o companie de consultanță imobiliară din România, fondată în anul 1997 cu numele de Eurisko Consulting. Valoarea totală a tranzacțiilor companiei a depășit 500 milioane de Euro în anul 2007. Eurisko Consulting a fost achiziționată în anul 2008, în urma unei tranzacții de 35 de milioane USD, de către compania de servicii imobiliare CB Richard Ellis (CBRE).
Cifra de afaceri în anul 2007: 14,3 milioane de Euro